# سد نيروبي
سد نيروبي هو سد ترابي على نهر نيروبي في نيروبي، كينيا.

## الخلفية
يحتوي السد الذي تم بناؤه في عام 1953على خزان بسعة تخزين تبلغ 98,000 م3، ومساحة سطحية تبلغ 350,000 م2 (86 أكر)، حيث إنها بحيرة ضحلة يبلغ متوسط عمقها 2.76 م (9.1 قدم) فقط. يأتي التدفق من نهر موتين، ومن مياه الأمطار، ومياه الصرف الصحي من مستوطنة كيبيرا غير المجهزة بنظام الصرف الصحي، ويحدث التدفق الخارجي من خلال التبخر وعبر الممر المائي إلى نهر نجونج.
السد مليء بالطمي وتم استصلاح المناطق للزراعة عن طريق التخلص من النفايات الصلبة، ونبات زهر الماء شائع جدًا وقد أدى إلى انسداد المياه ومنع الإبحار وصيد الأسماك.

## الجيولوجيا
تتكون الرواسب الموجودة أسفل السد من أحجار توف وادي كيريتشو الوسطى والعليا.

## مشاريع التجديد
أعلن رئيس الوزراء رايلا أودينجا عن خطط لتجديد السد عندما التقى بمبادرة سد نيروبي في 14 سبتمبر 2011، وطلب أن يكون جزءًا من مشروع حوض نهر نيروبي الممول من برنامج الأمم المتحدة للبيئةبمهام إزالة نبات زنبق الماء والنفايات الصلبة، لاستعادة النظام البيئي المائي، كما يتطلب التعدي المصاحب هدم المستوطنات (كيبرا هي ثاني أكبر منطقة عشوائية في أفريقيا، ويبلغ عدد سكانها 700000 نسمة)بتكلفة تقديرية تبلغ 700 شلن كيني، ما يعادل 7.3 مليون دولار أمريكي.